# International Fusion Materials Irradiation Facility
La International Fusion Materials Irradiation Facility – Demo Oriented NEutron Source (IFMIF-DONES) es una infraestructura científica única en el mundo en la que se van a probar, validar y calificar los materiales que se utilizarán en futuras plantas de energía de fusión como DEMO (un prototipo de reactor de fusión de demostración). En relación con este proyecto internacional, en diciembre de 2017, Fusion for Energy (F4E) valoró positivamente la propuesta conjunta de España y Croacia para ubicar el IFMIF-DONES en Escúzar (Granada). 
El 16 de marzo de 2023 se celebró en Granada la primera reunión del DONES Steering Committee, máximo órgano de gobierno internacional del Programa DONES, a esa fecha se asoció el inicio de la fase de construcción de la infraestructura científica internacional en la localidad de Escúzar (Granada).
El Foro Estratégico Europeo de Infraestructuras de Investigación (ESFRI) incluyó en su Hoja de Ruta de 2018 a IFMIF-DONES como proyecto dentro del área de la energía. De esta manera, IFMIF-DONES se convierte en una de las infraestructuras clave de ESFRI, posicionándose como una infraestructura estratégica relevante para los científicos en Europa en el área de la investigación e innovación energética.
IFMIF-DONES será por tanto una instalación internacional única. Además de su relevancia para el desarrollo de la fusión como fuente de energía, también será muy relevante en otras áreas de investigación y del conocimiento que podrán beneficiarse de su tecnología… como así lo harán la medicina, la física de partículas, los estudios de física básica, la industria… Todo ello en un planeta cada vez más comprometido con un desarrollo sostenible y con la utilización de energías limpias, seguras y eficientes.
International Fusion Materials Irradiation Facility (IFMIF) es un proyecto cuyos objetivos son investigación y desarrollo de materiales susceptibles de ser utilizados en construcción de un futuro prototipo de reactor de fusión nuclear (Demonstration Power Plant, DEMO), proyecto que en torno al año 2030 sucederá al ITER (International Thermonuclear Experimental Reactor).
El proyecto IFMIF se desarrolla bajo el auspicio de la Agencia Internacional de Energía (IEA). Se enmarca dentro de un acuerdo multilateral de seis países europeos (Francia, Alemania, España, Italia, Suiza y Bélgica) y Japón, denominado Broader Approach Agreement (2007-2017).
El programa se basa en tres pilares: ITER, DEMO e IFMIF-DONES:
- ITER será el primer dispositivo de fusión en producir energía neta. ITER será el primer dispositivo de fusión en mantener la fusión durante largos períodos de tiempo. E ITER será el primer dispositivo de fusión en probar las tecnologías integradas, los materiales y los regímenes físicos necesarios para la producción comercial de electricidad de fusión.
- DEMO. La planta de energía DEMOstracion, DEMO, será la sucesora de ITER. Con la transición de ITER a DEMO, la fusión pasará de ser un ejercicio basado en la ciencia y en el laboratorio a materializarse en un programa impulsado por la industria y la tecnología.

- IFMIF-DONES (International Fusion Materials Irradiation Facility – Demo Oriented NEutron Source ) será una instalación científica en la que se pretende generar una fuente de neutrones de cara al estudio y licenciamiento de los materiales a usar en los futuros reactores de fusión como DEMO.